# Mergini
Canards marins, canards plongeurs marins
Tribu
Synonymes
- sous-famille des Merginae Rafinesque, 1815

Les Mergini sont une tribu de canards, les oiseaux ansériformes de la sous-famille des anatinés. Ce sont ceux que l'on qualifie de canards marins ou canards plongeurs marins. Les simples canards plongeurs, forment la tribu Aythyini.
Dans d'anciennes classifications, ces canards forment la sous-famille des merginés (Merginae).

## Classification
Liste des genres actuels d'après Donne-Goussé et al. (2002) et Gonzales et al. (2009):
- genre Mergus - les harles
- genre Lophodytes - la Harle couronné
- genre Mergellus - la Harle piette
- genre Bucephala - les garrots
- genre Melanitta - les macreuses
- genre Polysticta - l'Eider de Steller
- genre Somateria - les autres eiders
- genre Clangula - l'Harelde kakawi
- genre Histrionicus - l'Arlequin plongeur